# Occipite
L'occipite è il termine anatomico con cui ci si riferisce alla regione posteriore del capo o del cranio, corrispondente all'osso occipitale. Negli insetti, l'occipite è la parte posteriore della capsula della testa.
È la parte della testa con cui il feto si impegna nella presentazione cefalica di vertice. La parola occipitale significa "appartenente alla zona dell'occipite".

## Significato clinico
Un trauma all'occipite può essere causa di una frattura della base cranica.
Un occipite prominente è una caratteristica della trisomia 18 (sindrome di Edwards), insieme ad una mascella piccola, orecchie basse e ritardo mentale. si riscontra anche nei casi di trisomia 9 e sindrome di Beckwith-Wiedemann. L'identificazione della posizione dell'occipite fetale è importante in ostetricia.